# Efflux
Efflux is de tegenhanger van influx. Met de (actieve) efflux wordt de snelheid of mate bedoeld waarin een stof (in het bijzonder een vergif of antibioticum) door middel van actief transport de cel wordt uitgepompt. De efflux maakt deel uit van het xenobiotisch mechanisme, dat op zijn beurt een belangrijke rol speelt in de resistentie tegen antibiotica van bacteriën.
De efflux verschilt per cel en per stof. De efflux kan groter worden door mutatie, een grotere concentratiegradiënt, een grotere elektrogradiënt en meer poriën. De verandering kan zowel door een fysiologisch als door een pathologisch proces in gang gezet worden.

## Bacteriële pomp

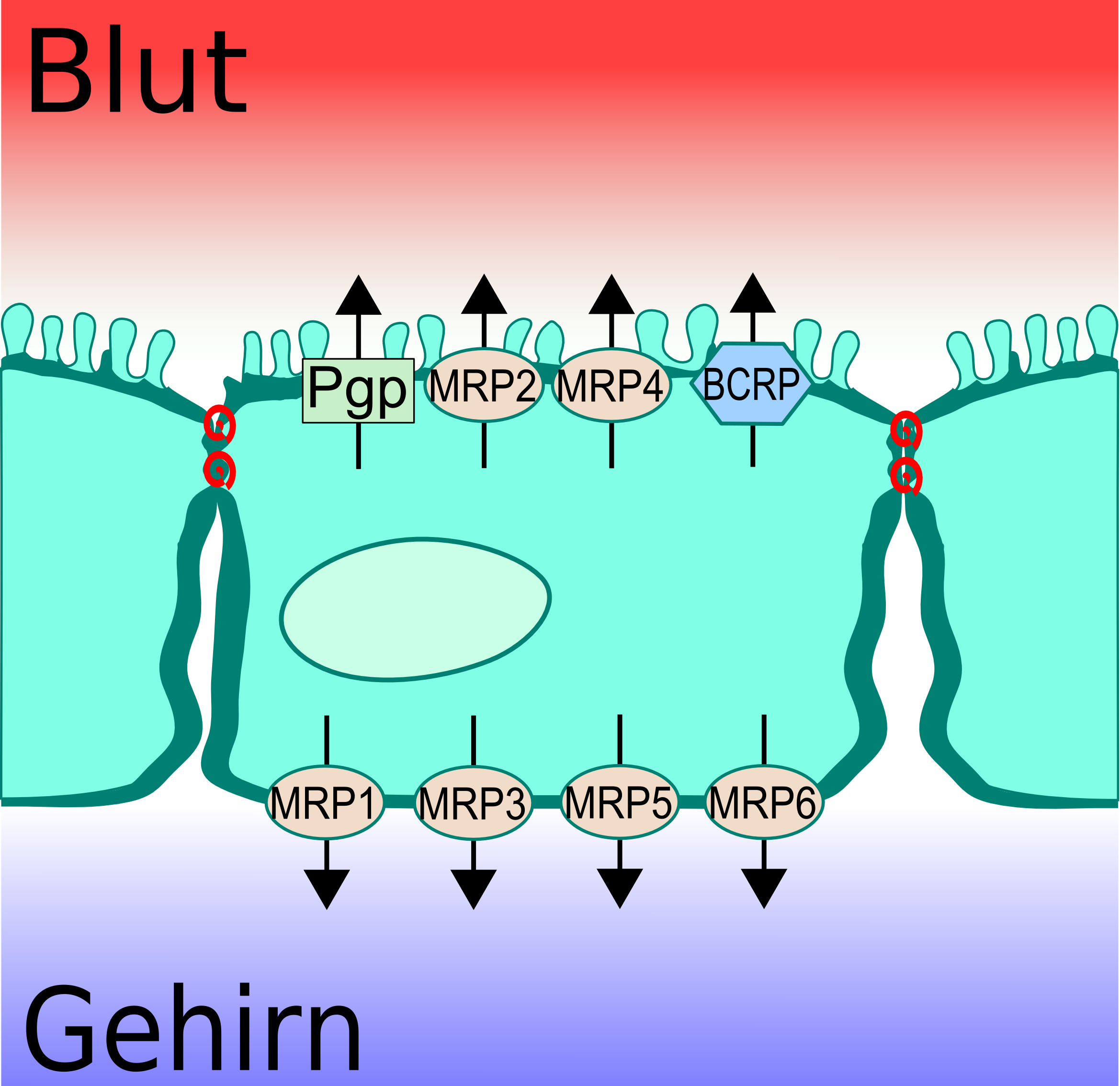
Effluxpompen in de bloed-hersenbarrière (Pgp = P-glycoproteïne, MRP = multidrug resistance-associated protein, BCRP = breast cancer resistance proteïn)

Effluxpompen zijn eiwittransporteurs die zijn gelegen in het cytoplasmatische gedeelte van de celmembraan van alle cellen. Om als actieve transporteur dienst te kunnen doen hebben effluxpompen een bron van chemische energie nodig. Bij de zogeheten "primaire" actieve transporteurs wordt hydrolyse van adenosinetrifosfaat gebruikt als bron. Bij "secundaire" actieve transporteurs wordt de actieve transport gekoppeld aan het elektrochemisch potentiaalverschil dat ontstaat wanneer waterstof of natriumionen uit de cel worden gepompt.